# برديوف
برديوف مدينة في شمال شرق سلوفاكيا وتتبع أقليم بريشوف.
أُدرج مركز مدينة برديوف ضمن قائمة اليونسكو لمواقع التراث العالمي.

## توأمة
لبرديوف اتفاقيات توأمة مع كل من:
- كاليه [8]
- موجيلوف
- أشتابولا
- Sremski Karlovci [الإنجليزية]‏
- مولده
- مونتي مارسيانو
- تشيسكا ليبا
- Gorlice [الإنجليزية]‏
- Jasło [الإنجليزية]‏
- Krynica-Zdrój [الإنجليزية]‏
- Mikulov [الإنجليزية]‏
- برشيروف [9]
- Tiachiv [الإنجليزية]‏ [8]
- زاموشتش (9 مارس 2003 - )[10]
- قشتيلا [8]

## أعلام
- يوزيف بومبا
- أدولف شتارك
- يان سوكول